# Військове майно
Військове майно — це державне майно, закріплене за військовими частинами, закладами, установами та організаціями Збройних Сил України. До військового майна належать будинки, споруди, передавальні пристрої, всі види озброєння, бойова та інша техніка, боєприпаси, пально-мастильні матеріали, продовольство, технічне, аеродромне, шкіперське, речове, культурно-просвітницьке, медичне, ветеринарне, побутове, хімічне, інженерне майно, майно зв'язку тощо.

Міністерство оборони України здійснює управління військовим майном, у тому числі закріплює військове майно за військовими частинами (у разі їх формування, переформування), приймає рішення щодо перерозподілу цього майна між військовими частинами, в тому числі у разі їх розформування.

Військове майно закріплюється за військовими частинами Збройних Сил України на праві оперативного управління.

## Облік військового майна
Облік військового майна ведеться у кількісних, якісних, обліково-номерних та вартісних показниках.

### Кількісний облік військового майна
Кількісний облік військового майна ведеться в натуральних показниках у стандартних одиницях вимірювання та обліку, визначених Державним класифікатором України «Класифікатор системи позначень одиниць вимірювання та обліку ДК 011-96». [Архівовано 7 листопада 2017 у Wayback Machine.]

### Якісний облік військового майна
Цей вид обліку ведеться за 5 категоріями якісного (технічного) стану військового майна:
1. нове (не було у використанні). Це майно, яке знаходиться на зберіганні у центрах забезпечення та на складах військових частин, а також відповідає вимогам технічних умов та відповідних стандартів з невичерпаними термінами (строками) експлуатації (носіння) і повністю придатне для використання за призначенням;
2. яке знаходиться в експлуатації (було у використанні). Це майно утримується у центрах забезпечення та на складах військових частин, а також відповідає всім вимогам експлуатаційної документації, придатне до використання за призначенням (з ремонтом або після ремонту) і використовується у межах установленого терміну (строку) експлуатації (носіння);
3. майно, встановлений термін (строк) експлуатації (носіння) якого закінчився, але за своїм станом воно є придатним для використання за прямим призначенням після ремонту (потребує середнього ремонту) або без ремонту;
4. майно, що за своїм станом потребує капітального ремонту (зберігається понад визначений термін зберігання), який є економічно доцільним;
5. майно, яке є технічно несправним і за своїм станом непридатне для подальшого використання, морально і фізично застаріле, не відповідає вимогам технічних умов та відповідних стандартів, відновлення (ремонт) якого технічно неможливе або економічно недоцільне та яке підлягає списанню.

### Облік військового майна в обліково-номерних показниках
Цей вид обліку ведеться згідно із заводськими номерами зразків військового майна.

### Облік військового майна у вартісних показниках
Облік військового майна у вартісних показниках ведеться в національній валюті України за його закупівельною ціною або за вартістю (ціною), зазначеною в укладених на його виготовлення та поставку договорах.

Керівними документами для цього виду обліку є Національні положення (стандарти) бухгалтерського обліку в державному секторі, зокрема:
- Національне положення (стандарт) бухгалтерського обліку в державному секторі 121 «Основні засоби», затверджене наказом Міністерства фінансів України від 12 жовтня 2010 року № 1202; http://zakon3.rada.gov.ua/laws/show/z1017-10/paran18#n18 [Архівовано 7 листопада 2017 у Wayback Machine.]
- Національне положення (стандарт) бухгалтерського обліку в державному секторі 123 «Запаси», затверджене наказом Міністерства фінансів України від 12 жовтня 2010 року № 1202.  [Архівовано 7 листопада 2017 у Wayback Machine.]

## Законодавче регулювання
- Закон України «Про правовий режим майна у Збройних Силах України» від 21.09.1999 № 1075-XIV (Редакція від 12.06.2013) [Архівовано 19 лютого 2017 у Wayback Machine.]
- Положення про порядок обліку, зберігання, списання та використання військового майна у Збройних Силах, затверджене постановою Кабінету Міністрів України від 04 серпня 2000 року № 1225 (Редакція від 27.06.2017) [Архівовано 19 грудня 2016 у Wayback Machine.]
- Положенні про інвентаризацію військового майна у Збройних Силах, затверджене постановою Кабінету Міністрів України від 03 травня 2000 року № 748 (Редакція від 19.11.2012) [Архівовано 8 грудня 2016 у Wayback Machine.]
- Положення про організацію квартирно-експлуатаційного забезпечення Збройних Сил України, затверджене наказом Міністерства оборони України від 03 липня 2013 року № 448 [Архівовано 7 листопада 2017 у Wayback Machine.]
- Інструкція з обліку військового майна у Збройних Силах України, затверджена Наказом Міністерства оборони України від 17.08.2017 № 440
- Положення про кодифікацію предметів постачання Збройних Сил України, затверджене наказом Міністра оборони України від 03 квітня 2007 року № 115 [Архівовано 7 листопада 2017 у Wayback Machine.]